# SPARCstation
SPARCstation, SPARCserver en SPARCcenter zijn benamingen voor een reeks van werkstations en servers die gebaseerd zijn op de SPARC-architectuur en vanaf 1989 door Sun Microsystems op de markt gebracht werden.
Het eerste model in de reeks, de SPARCstation 1 (ook gekend als de Sun 4/60), introduceerde de sun4c-architectuur, een variant van de eerdere sun4-architectuur. De SPARCstations waren zeer succesvol en werden in 1995 opgevolgd door de Sun Ultra-serie.
De SPARCserver-modellen waren nagenoeg identiek aan de SPARCstations, maar hadden geen grafische kaart en monitor en werden geleverd met extra serversoftware.  De SPARCservers werden in 1996 opgevolgd door de Sun Enterprise-serie.

## Modellen
De meeste SPARCstations en SPARCservers gebruikten een "pizzabox"- of "lunchbox"-behuizing, wat in contrast stond met eerdere Sun-modellen en concurrerende systemen van die tijd. De SPARCstation 1, 2, 4, 5, 10 en 20 waren "pizzabox"-machines, de SPARCstation LX, IPC, IPX, SPARCclassic en SPARCclassic X waren "lunchbox"-machines. De SPARCstation SLC en ELC waren alles-in-één-machines met een geïntegreerd monochroom beeldscherm.
De topmodellen van de SPARCstation-serie, zoals de SPARCstation 10 en 20, konden geconfigureerd worden als multiprocessorsystemen omdat ze gebaseerd waren op de MBus computerbus.

### "Pizzabox"-modellen
| Naam              | Model | Codenaam | Platform | CPU                                               | CPU MHz                                                     | Maximum RAM | Jaartal             |
| ----------------- | ----- | -------- | -------- | ------------------------------------------------- | ----------------------------------------------------------- | ----------- | ------------------- |
| SPARCstation 1    | 4/60  | Campus   | sun4c    | Fujitsu MB86901A of LSI L64801                    | 20 MHz                                                      | 64 MB       | 4/1989 tot 7/1990   |
| SPARCstation 1+   | 4/65  | Campus B | sun4c    | LSI L64801                                        | 25 MHz                                                      | 64 MB       | 5/1990 tot 11/1991  |
| SPARCstation 2    | 4/75  | Calvin   | sun4c    | Cypress CY7C601 of Weitek SPARC POWER μP WTL 8601 | 40, 80 MHz                                                  | 128 MB      | 11/1990 tot 12/1993 |
| SPARCstation 10   | S10   | Campus-2 | sun4m    | SuperSPARC I/II of Ross hyperSPARC                | 33, 36, 40, 50, 60, 75, 80, 90, 100, 125, 150, 180, 200 MHz | 512 MB      | 5/1992 tot 10/1994  |
| SPARCstation 20   | S20   | Kodiak   | sun4m    | SuperSPARC I/II of Ross hyperSPARC                | 50, 60, 75, 90, 100, 125, 150, 180, 200 MHz                 | 512 MB      | 3/1994 tot 9/1997   |
| SPARCstation 5    | S5    | Aurora   | sun4m    | microSPARC II of Fujitsu TurboSPARC               | 70, 85, 110, 170 MHz                                        | 256 MB      | 3/1994 tot 12/1998  |
| SPARCstation 4    | S4    | Perigee  | sun4m    | microSPARC II                                     | 70, 85, 110 MHz                                             | 160 MB      | 11/1994 tot 4/1997  |
| SPARC Xterminal 1 | S114  | Perigee  | sun4m    | microSPARC                                        | 50 MHz                                                      | 128 MB      | 3/1995 tot 5/1996   |

1. ↑  De SPARC Xterminal 1 was een X-terminal in dezelfde behuizing van de SPARCstation 4, maar met een ander moederbord.

### "Lunchbox"-modellen
| Naam             | Model | Codenaam | Platform | CPU                                                              | CPU MHz    | Maximum RAM | Jaartal            |
| ---------------- | ----- | -------- | -------- | ---------------------------------------------------------------- | ---------- | ----------- | ------------------ |
| SPARCstation IPC | 4/40  | Phoenix  | sun4c    | Fujitsu MB86901A of LSI L64801                                   | 25 MHz     | 48 MB       | 7/1990 tot 12/1993 |
| SPARCstation IPX | 4/50  | Hobbes   | sun4c    | Fujitsu MB86903, Weitek W8701, of Weitek SPARC POWER μP WTL 8601 | 40, 80 MHz | 64 MB       | 7/1991 tot 6/1994  |
| SPARCclassic     | 4/15  | Sunergy  | sun4m    | microSPARC                                                       | 50 MHz     | 128 MB      | 11/1992 tot 5/1995 |
| SPARCstation LX  | 4/30  | Sunergy  | sun4m    | microSPARC                                                       | 50 MHz     | 128 MB      | 11/1992 tot 7/1994 |
| SPARCclassic X   | 4/10  | Hamlet   | sun4m    | microSPARC                                                       | 50 MHz     | 96 MB       | 11/1992 tot 5/1995 |
| SPARCstation ZX  | 4/30  | Sunergy  | sun4m    | microSPARC                                                       | 50 MHz     | 96 MB       | 8/1993 tot 7/1994  |

### "Alles-in-één"-modellen
| Naam                 | Model | Codenaam     | Platform | CPU                                            | CPU MHz | Maximum RAM | Jaartal            |
| -------------------- | ----- | ------------ | -------- | ---------------------------------------------- | ------- | ----------- | ------------------ |
| SPARCstation SLC     | 4/20  | Off-Campus   | sun4c    | Fujitsu MB86901A, LSI L64801 of LSI LSIS1C0007 | 20 MHz  | 16 MB       | 5/1990 tot 11/1991 |
| SPARCstation ELC     | 4/25  | Node Warrior | sun4c    | Fujitsu MB86903 of Weitek W8701                | 33 MHz  | 64 MB       | 5/1991 tot 12/1993 |
| SPARCstation Voyager | S240  | Gypsy        | sun4m    | MicroSPARC II                                  | 60 MHz  | 80 MB       | 3/1994 tot 12/1995 |

### Servers
SPARCserver-modellen die eindigen op "30" of "70" gebruiken een "deskside"-behuizing met respectievelijk een 5-slots en 12-slots VMEbus-chassis. Modellen eindigend op "90", evenals de SPARCcenter 2000, konden in een rek gemonteerd worden.
De CS6400 werd ontwikkeld door een externe groep in samenwerking met Sun Microsystems. Hoewel de CS6400 verkocht werd door Cray Research als de Cray Superserver 6400, hadden alle componenten Sun OEM-onderdeelnummers en is de machine gedocumenteerd in het Sun System Handbook. Toen Cray Research in 1996 opgekocht werd door Silicon Graphics, werd de CS6400-ontwikkelingsgroep verkocht aan Sun. Een jaar later bracht deze ontwikkelingsgroep de Sun Enterprise 10000 "Starfire" uit met 64 processoren.
| Naam                    | Model  | Codenaam    | Platform | CPU                                 | CPU bus  | CPU MHz            | Maximum RAM |
| ----------------------- | ------ | ----------- | -------- | ----------------------------------- | -------- | ------------------ | ----------- |
| SPARCserver 330         | 4/330  | Stingray    | sun4     | Cypress CY7C601                     | -        | 25 MHz             | 72 MB       |
| SPARCserver 370         | 4/370  | Stingray    | sun4     | Cypress CY7C601                     | -        | 25 MHz             | 72 MB       |
| SPARCserver 390         | 4/390  | Stingray    | sun4     | Cypress CY7C601                     | -        | 25 MHz             | 72 MB       |
| SPARCserver 470         | 4/470  | Sunray      | sun4     | Cypress CY7C601                     | -        | 33 MHz             | 96 MB       |
| SPARCserver 490         | 4/490  | Sunray      | sun4     | Cypress CY7C601                     | -        | 33 MHz             | 96 MB       |
| SPARCserver 630MP       | S630   | Galaxy      | sun4m    | 1-4 Cypress CY7C601 of SuperSPARC I | MBus     | 40, 50, 60 MHz     | 1 GB        |
| SPARCserver 670MP       | S670   | Galaxy      | sun4m    | 1-4 Cypress CY7C601 of SuperSPARC I | MBus     | 40, 50, 60 MHz     | 2,5 GB      |
| SPARCserver 690MP       | S690   | Galaxy      | sun4m    | 1-4 Cypress CY7C601 of SuperSPARC I | MBus     | 40, 50, 60 MHz     | 3,5 GB      |
| SPARCserver 1000/1000E  | S1000  | Scorpion    | sun4d    | 1-8 SuperSPARC I/II                 | XDBus ×1 | 40, 50, 60, 85 MHz | 2 GB        |
| SPARCcenter 2000/2000E  | S2000  | Dragon      | sun4d    | 1-20 SuperSPARC I/II                | XDBus ×2 | 40, 50, 60, 85 MHz | 5 GB        |
| Cray Superserver CS6400 | CS6400 | SuperDragon | sun4d6   | 1-64 SuperSPARC I/II                | XDBus ×4 | 60, 85 MHz         | 16 GB       |

## Fotogalerij

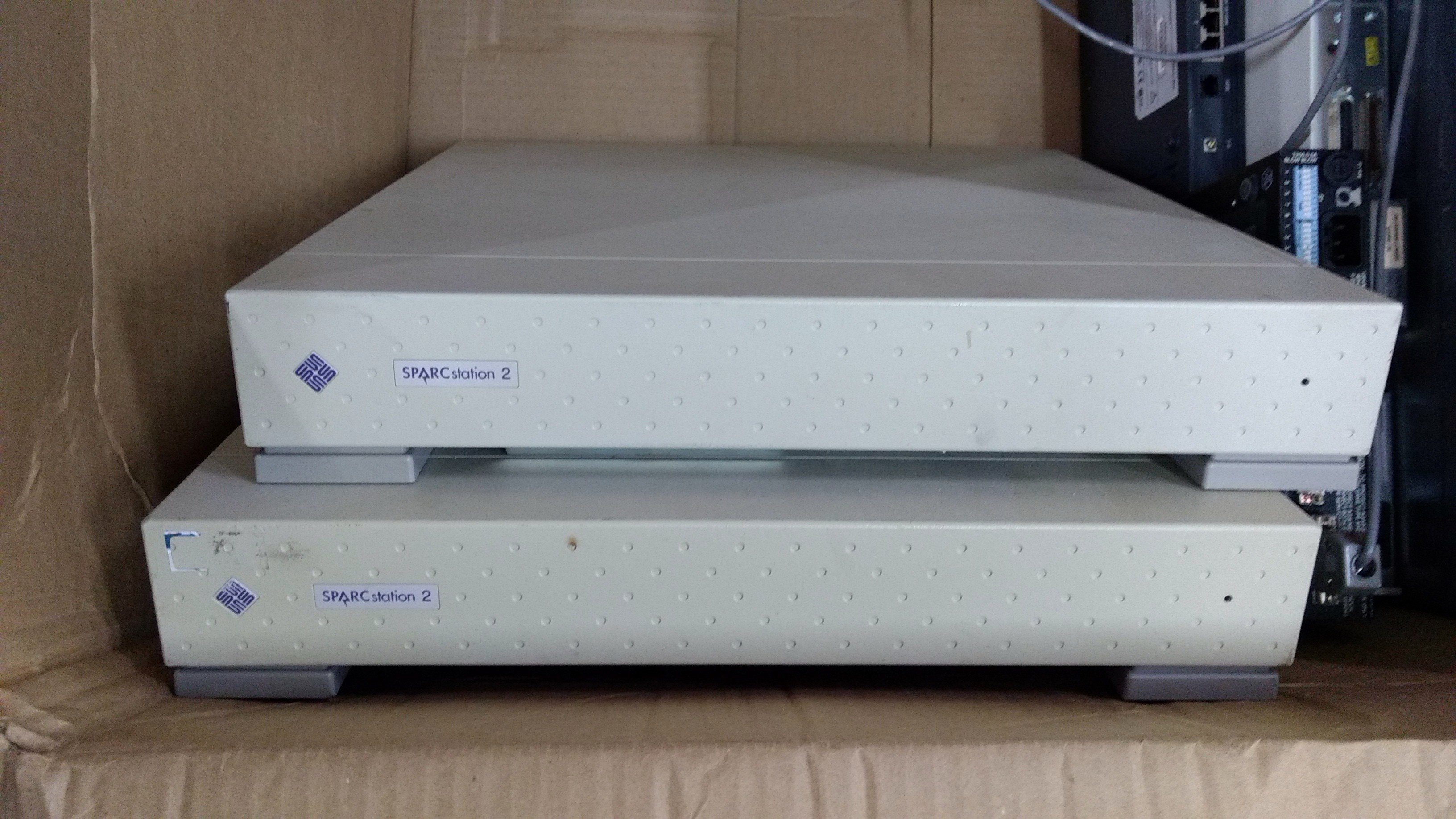
Sun SPARCstation 2
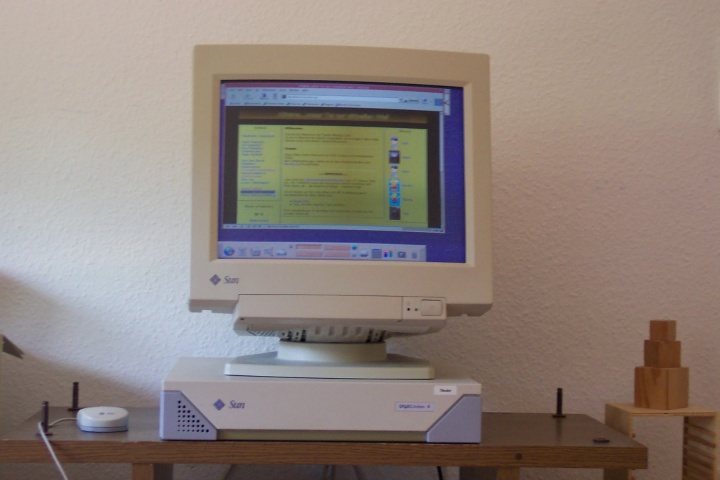
Sun SPARCstation 4 met monitor
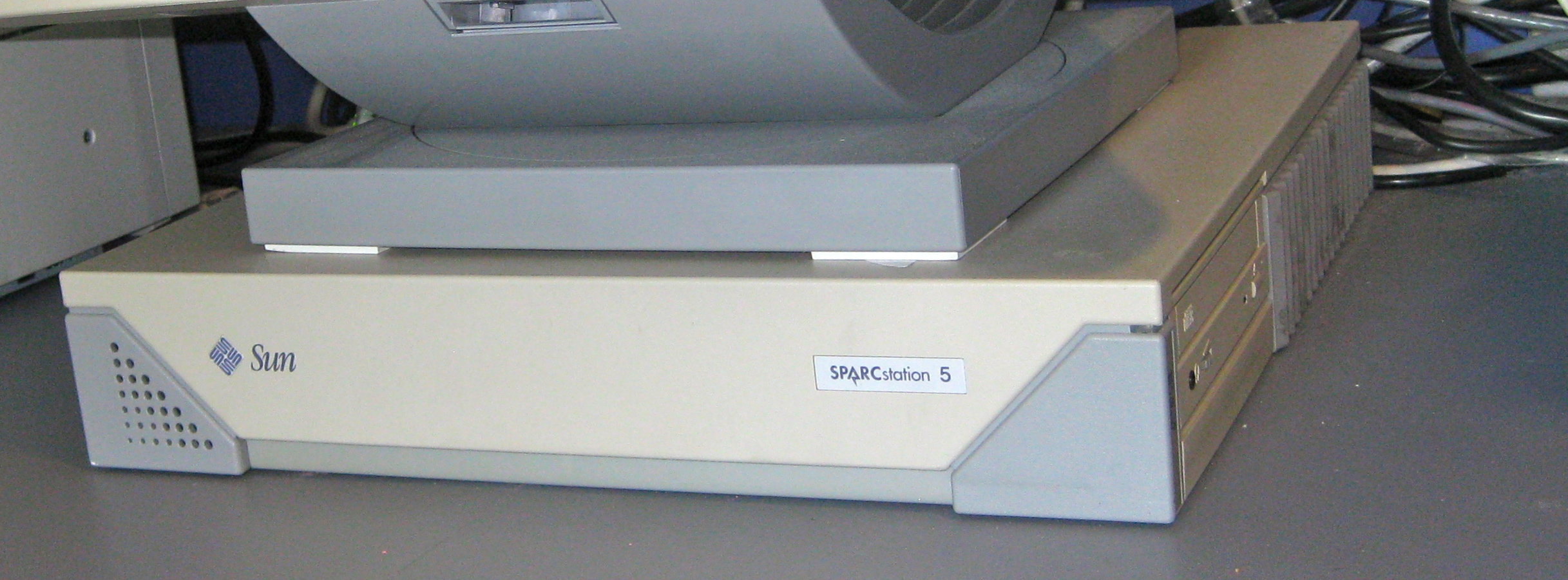
Sun SPARCstation 5
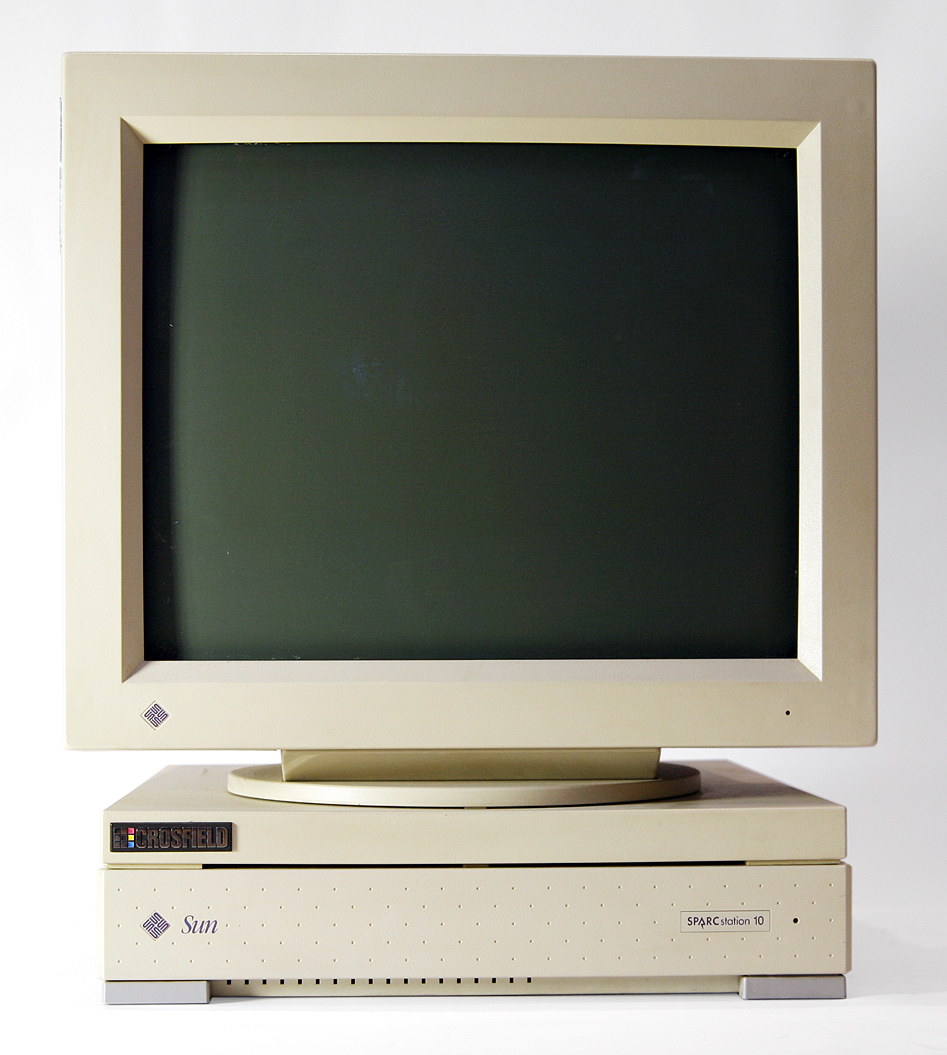
Sun SPARCstation 10 met monitor
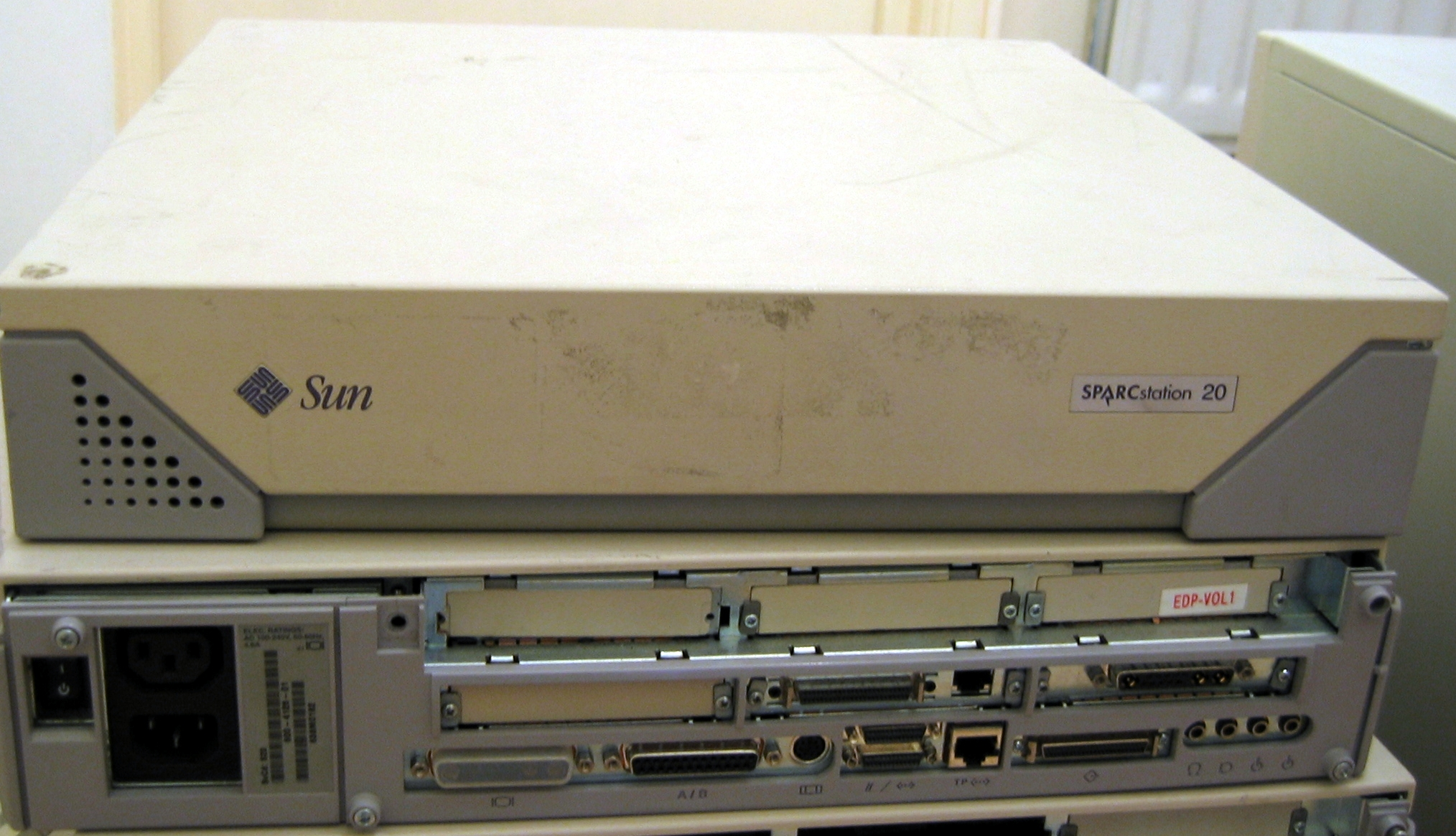
Sun SPARCstation 20, voor- en achterzijde
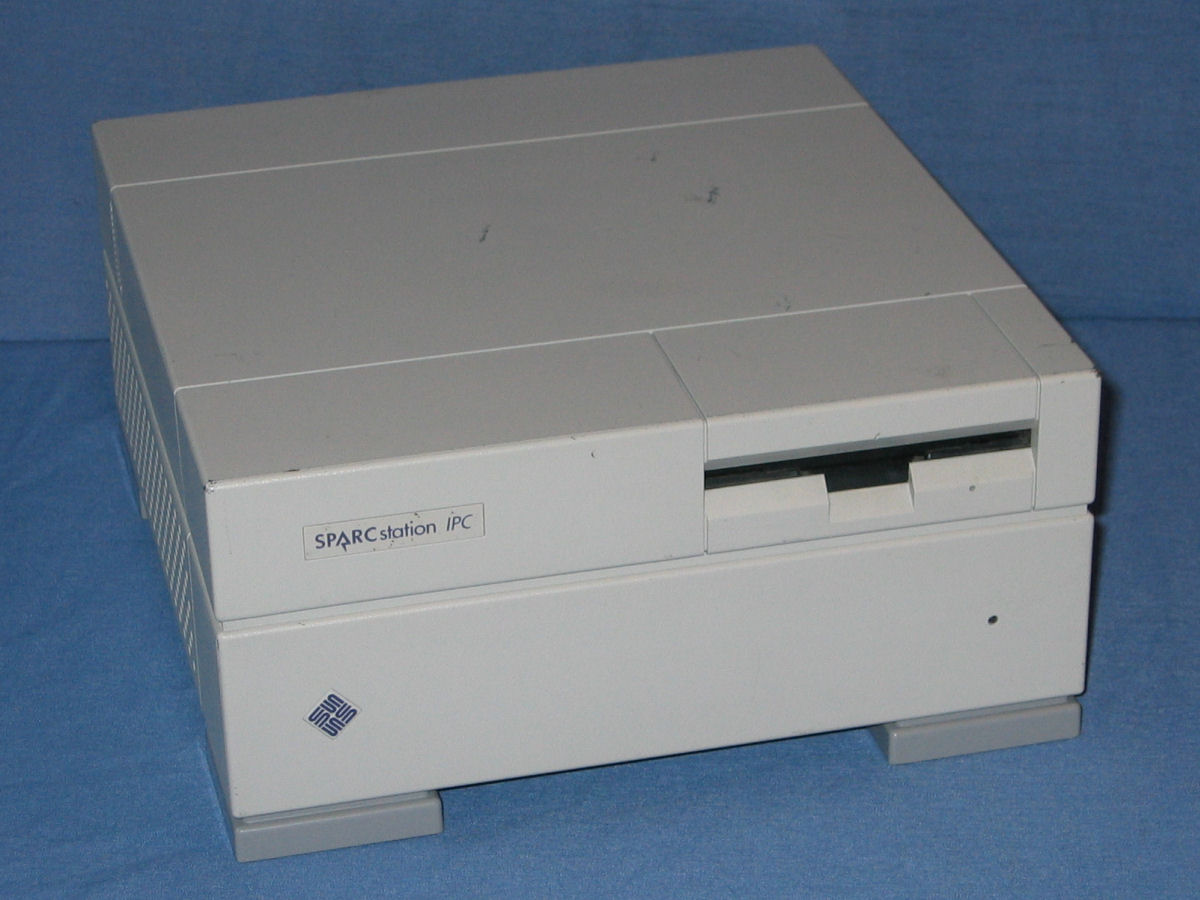
Sun SPARCstation IPC
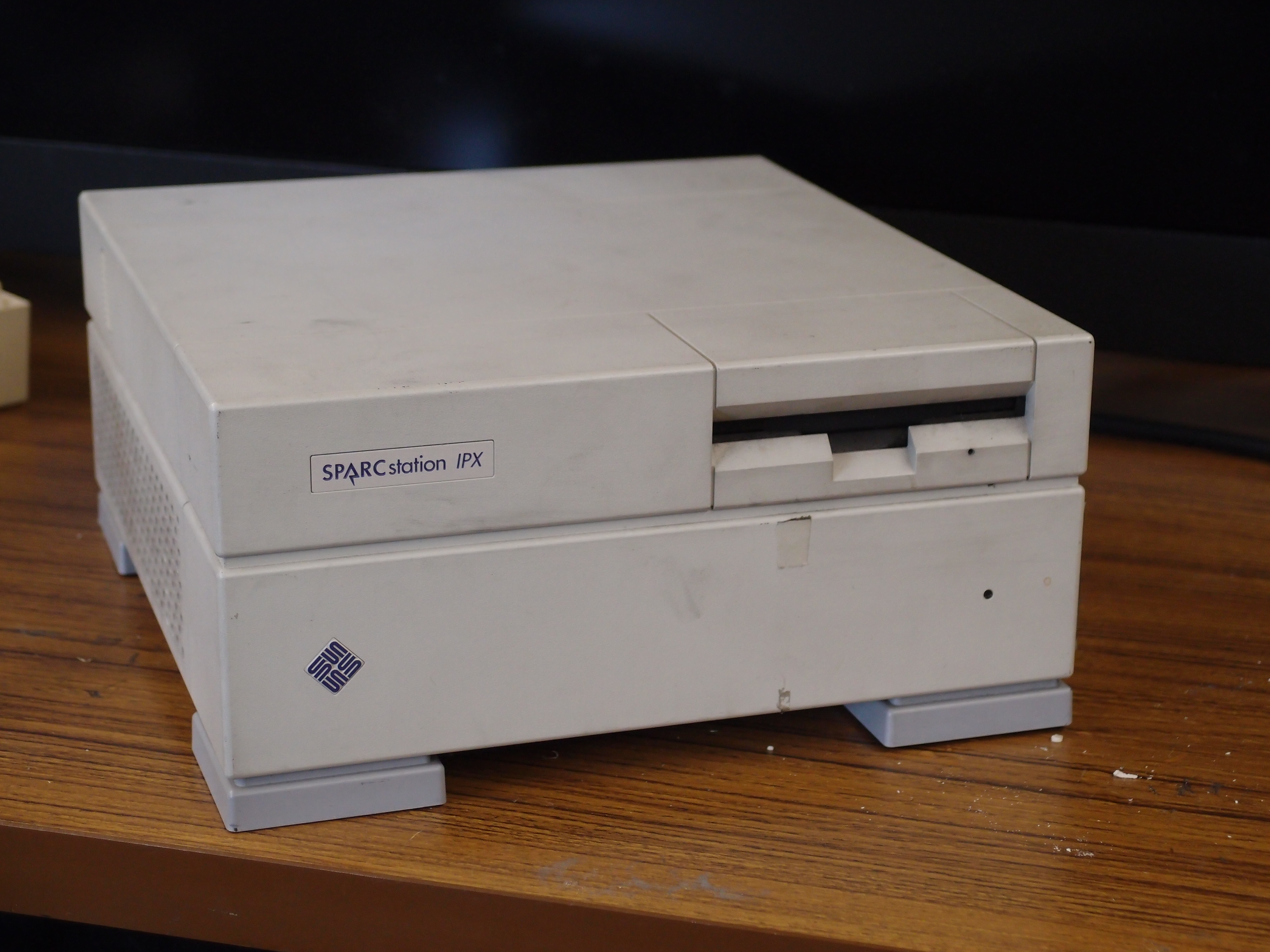
Sun SPARCstation IPX
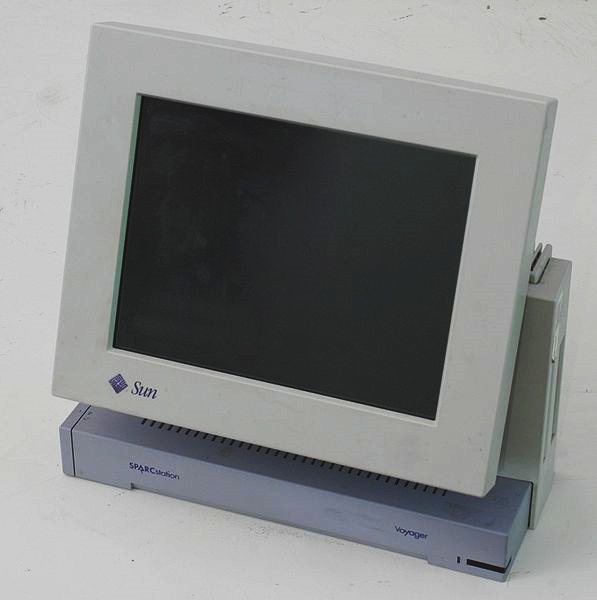
Sun SPARCstation Voyager
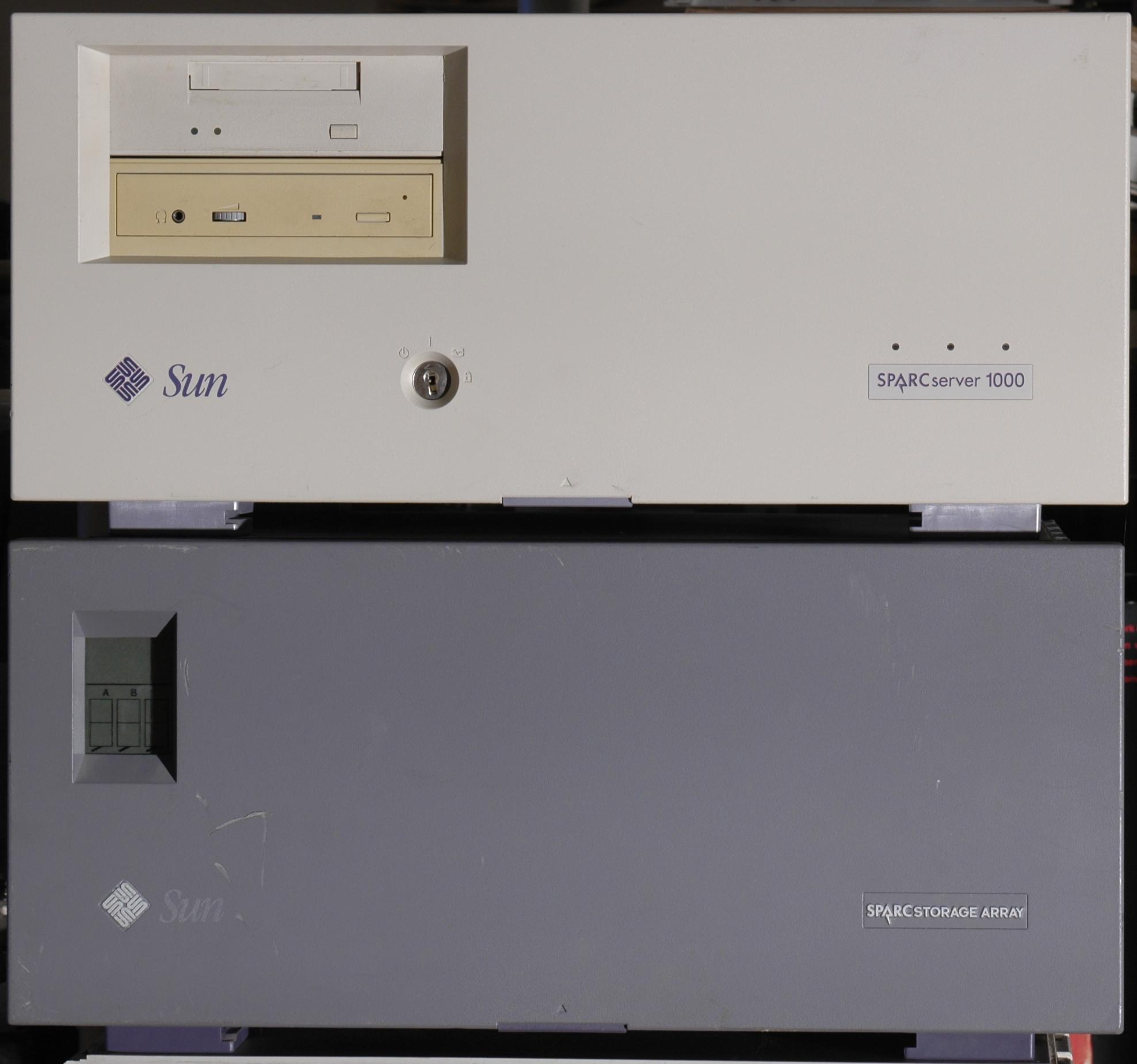
Sun SPARCserver 1000 (boven) met SPARCstorage array (onder)